# Hanna Huppelsberg-Zwöck
Hanna Huppelsberg-Zwöck es una jinete alemana que compitió para la RFA en la modalidad de concurso completo. Ganó una medalla de plata en el Campeonato Europeo de Concurso Completo de 1977, en la prueba por equipos.

## Palmarés internacional
| Campeonato Europeo | Campeonato Europeo     | Campeonato Europeo | Campeonato Europeo |
| Año                | Lugar                  | Medalla            | Categoría          |
| ------------------ | ---------------------- | ------------------ | ------------------ |
| 1977               | Burghley (Reino Unido) | Medalla de plata   | Por equipos        |